# Eddie Keizan
 Eddie Keizan  va ser un pilot de curses automobilístiques sud-africà que va arribar a disputar curses de Fórmula 1.
Va néixer el 12 de setembre del 1944 a Johannesburg, Sud-àfrica.

## A la F1
Eddie Keizan va debutar a la tercera cursa de la temporada 1973 (la 24a temporada de la història) del campionat del món de la Fórmula 1, disputant el 3 de març del 1973 el GP de Sud-àfrica al circuit de Kyalami.
Va participar en un total de tres curses puntuables pel campionat de la F1, disputades en tres temporades consecutives (1973-1975) aconseguint una tretzena posició com a millor classificació en una cursa i no assolí cap punt pel campionat del món de pilots.

## Resultats a la Fórmula 1
| Any  | Equip                 | Xassís  | Motor    | 1   | 2   | 3      | 4   | 5   | 6   | 7   | 8   | 9   | 10  | 11  | 12  | 13  | 14  | 15  | Posició | Punts |
| ---- | --------------------- | ------- | -------- | --- | --- | ------ | --- | --- | --- | --- | --- | --- | --- | --- | --- | --- | --- | --- | ------- | ----- |
| 1973 | Blignaut-Lucky Strike | Tyrrell | Cosworth | ARG | BRA | SUD NC | ESP | BEL | MON | SUE | FRA | GBR | HOL | ALE | AUT | ITA | CAN | USA | -       | 0     |
| 1974 | Blignaut-Embassy      | Tyrrell | Cosworth | ARG | BRA | SUD 14 | ESP | BEL | MON | SUE | HOL | FRA | GBR | ALE | AUT | ITA | CAN | USA | -       | 0     |
| 1975 | Team Gunston          | Lotus   | Cosworth | ARG | BRA | SUD 13 | ESP | BEL | MON | SUE | HOL | FRA | GBR | ALE | AUT | ITA | USA |     | -       | 0     |

### Resum
| Curses: | Victòries: | Pòdiums: | Poles: | Voltes ràpides: | Punts: |
| ------- | ---------- | -------- | ------ | --------------- | ------ |
| 3       | 0          | 0        | 0      | 0               | 0      |